# Zephyrichthys barryi
Zephyrichthys barryi är en fiskart som beskrevs av Werner Schwarzhans och Møller 2007. Zephyrichthys barryi ingår i släktet Zephyrichthys och familjen Bythitidae. Inga underarter finns listade i Catalogue of Life.